# Пищальское сельское поселение (Кировская область)
Пищальское сельское поселение — муниципальное образование в составе Оричевского района Кировской области России.
Административный центр — село Пищалье.

## История
Пищальское сельское поселение образовано 1 января 2006 года согласно Закону Кировской области от 07.12.2004 № 284-ЗО.

## Население
| 2010 | 2012 | 2013 | 2014 | 2015 | 2016 | 2017 |
| ---- | ---- | ---- | ---- | ---- | ---- | ---- |
| 481  | ↘437 | ↘427 | ↘424 | ↘420 | ↘411 | ↘405 |
| 2018 | 2019 | 2020 | 2021 |      |      |      |
| ↘379 | ↘377 | ↘366 | ↘254 |      |      |      |

## Состав сельского поселения
В состав сельского поселения входят 20 населённых пунктов:
| №  | Населённый пункт | Тип населённого пункта       | Население |
| -- | ---------------- | ---------------------------- | --------- |
| 1  | Бурундуки        | деревня                      | 20        |
| 2  | Волгичи          | деревня                      | 5         |
| 3  | Коробейники      | деревня                      | 0         |
| 4  | Кропачи          | деревня                      | 0         |
| 5  | Крутиковщина     | деревня                      | 0         |
| 6  | Лопата           | деревня                      | 2         |
| 7  | Лундыши          | деревня                      | 5         |
| 8  | Максенки         | деревня                      | 1         |
| 9  | Мусоновы         | деревня                      | 0         |
| 10 | Нагоряна         | деревня                      | 4         |
| 11 | Нечаевы          | деревня                      | 9         |
| 12 | Нешумаровы       | деревня                      | 0         |
| 13 | Панкратенки      | деревня                      | 5         |
| 14 | Парамшонки       | деревня                      | 3         |
| 15 | Пермяки          | деревня                      | 7         |
| 16 | Пищалье          | село, административный центр | 417       |
| 17 | Подгоряна        | деревня                      | 3         |
| 18 | Селюгановы       | деревня                      | 0         |
| 19 | Тиуновщина       | деревня                      | 0         |
| 20 | Шадричи          | деревня                      | 0         |